# Lee Ho-eung
Lee Ho-eung (kor. 이호응; * 15. Februar 1978) ist ein südkoreanischer Shorttracker.

## Karriere
Lee wurde 1997 mit der Staffel bei den Shorttrack-Weltmeisterschaften in Nagano Weltmeister. Bei den Teamweltmeisterschaften 1997 in Seoul gewann er die Goldmedaille. Mit der 5000-m-Staffel gewann er bei der WM 1998 die Silbermedaille und im selben Jahr bei den Teamweltmeisterschaften ebenfalls Silber. Bei den Olympischen Winterspielen 1998 startete er mit der Staffel und errang auch hier die Silbermedaille. Nach seiner aktiven Laufbahn wurde Lee Shorttracktrainer in Goyang und busan.

## Laufbahn als Trainer
- 2010: trainierte er die südkoreanische Nationalmannschaft.[10]
- 2014: trainierte er die malaysische Nationalmannschaft.[11]

## Ehrungen
- Medaille „Blue Dragon“ der Republik Korea.[7]